# Sánta Csaba
Sánta Csaba (Szováta, 1964. április 6. –) erdélyi magyar szobrász és tanár.

## Életpályája
Marosvásárhelyen érettségizett a Művészeti Líceumban 1982-ben. 1990-ben szobrász szakot végzett a kolozsvári Ion Andreescu Képzőművészeti Egyetemen. Tanárai és mesterei voltak Bocskay Vince, Gergely István, Korondi Jenő és Gocan Eugen. 1990-től Szovátán tanár.

### Kiállításai (válogatás)
- MAT 24,[4] 2024. június 7., Székelyudvarhely, Haáz Rezső Múzeum
- MAT 24, 2024. május 10., Kusztos Endre emlékház és képzőművészeti galéria, Szováta
- Sánta Csaba 60, 2024. április 6., Szováta
- Szovátaiak kiállítása, 2023. augusztus 13., Kolozsvár, Művészeti Múzeum
- Kakasülő Galéria Atyhában, 2022. június 28. Atyha
- Zereda művésztelep kiállítása, 2021. szeptember 30., Budapest
- Sánta Csaba – Online photo exhibition, 2021. február 25., Csíkszereda
- Sánta Csaba – Kisplasztikák diszkrét bája, 2020. augusztus 14., Marosvásárhely, Bernády Ház
- Multiverzum, 2020. február 14., Marosvásárhely, Art Nouveau Galéria
- VI.a Atyha – Arány, 2019. október 25., Marosvásárhely, Bernády Ház
- Kettős tárlatnyitó a Bernády Napokon, 2019. október 24. - Marosvásárhely - Bernády Ház
- TRANSZMISSZIÓ, 2019. október 10., Sepsiszentgyörgy, Erdélyi Művészeti Központ
- Művészek Atyhai Társasága, 2018. október 25., Marosvásárhely, Bernády Ház
- EMÜK,[5] 2018. augusztus 18., Kolozsvár, Művészeti Múzeum
- A Pulzus 5 éve, 2017. július 3. Sepsiszentgyörgy
- Országos tárlat, 2017. január 20., Kolozsvár
- Bronzkor 2015, 2015. december 2., Kolozsvár
- Itt és most, 2015. április 25., Budapest, Műcsarnok
- Barabás Miklós Céh Maros megyei csoportja, 2014. május 16., Marosvásárhely, Kultúrpalota
- Sóvidék ihlete, 2013. március 23., Sepsiszentgyörgy, Lábas Ház
- A Barabás Miklós Céh 80. évfordulója, 2009. október 6., Sepsiszentgyörgy, Gyárfás Jenő Képtár
- Szovátai alkotótábor, 2007. január 1., Marosvásárhely, Bernády Ház
- BMC[6] országos kiállítások évente

### Köztéri munkái
- Szent László, Tordaszentlászló 1992;
- Tamási Áron, Farkaslaka 1997;
- Szent István, [Hármasfalu (Románia)|[Hármasfalu]] 1998;
- Hadiárva (tíz magyar évszázad), Szováta 2001;
- Kossuth Lajos, Gyergyócsomafalva 2001;
- 1848-as emlékmű, Csíkdánfalva 2002;
- Domokos Kázmér, Szováta 2004;
- Szent István, Bihar 2005;
- Mercurius Apát, Szentjobb 2006;
- Jánosy József honvédőrnagy, Oroszhegy 2010;
- Tamási György olvasókanonok, Oroszhegy 2010

### Tagságai
- Magyar Alkotóművészek Országos Egyesülete
- Romániai Képzőművészek Szövetsége (UAP)
- Barabás Miklós Céh
- MAMŰ Társaság, Budapest
- Kusztos Endre Képzőművészeti Egyesület (alapító tag)

### Díjai, kitüntetései
- Szolnay Sándor-díj,  2020